# Finnische Badmintonmeisterschaft 2008
Die Finnische Badmintonmeisterschaft 2008 fand vom 1. bis zum 3. Februar 2008 statt.

## Sieger und Platzierte
| Disziplin    | Gold                           | Silber                       | Bronze                           |
| ------------ | ------------------------------ | ---------------------------- | -------------------------------- |
| Herreneinzel | Ville Lång                     | Antti Viitikko               | Tuomas Palmqvist                 |
| Herreneinzel | Ville Lång                     | Antti Viitikko               | Markus Heikkinen                 |
| Dameneinzel  | Anu Nieminen                   | Elina Väisänen               | Noora Virta                      |
| Dameneinzel  | Anu Nieminen                   | Elina Väisänen               | Saara Hynninen                   |
| Herrendoppel | Ilkka Nyqvist Tuomas Palmqvist | Marko Pyykönen Eetu Heino    | Mikko Vikman Tuomas Karhula      |
| Herrendoppel | Ilkka Nyqvist Tuomas Palmqvist | Marko Pyykönen Eetu Heino    | Miikka Väisänen Toni Kotimäki    |
| Damendoppel  | Leena Löytömäki Saara Hynninen | Noora Virta Sanni Rautala    | Katja Ruohonen Tuulia Ollikainen |
| Damendoppel  | Leena Löytömäki Saara Hynninen | Noora Virta Sanni Rautala    | Oona Seppälä Sofie Alm           |
| Mixed        | Antti Viitikko Anu Nieminen    | Ilkka Nyqvist Elina Väisänen | Mikko Vikman Sanni Rautala       |
| Mixed        | Antti Viitikko Anu Nieminen    | Ilkka Nyqvist Elina Väisänen | Iwo Zakowski Noora Virta         |